# 瓦西里·西蒙年科
瓦西里·安德烈约维奇·西蒙年科（Василь Андрійович Симоненко，1935年1月8日—1963年12月13日）是一位乌克兰诗人、记者、持不同政见者，生于現今的波尔塔瓦州1963年，西蒙年科在斯米拉火车站被当地的苏联国民自卫军打成重伤。他就此腎功能衰竭，再也没能恢复，很快就于12月13日死在了当地医院。他被视为1960年代初期乌克兰文学的一大重要人物。基辅持不同政见运动博物馆曾指出，西蒙年科的作品以及他的早逝对乌克兰民族民主运动的兴起产生了巨大影响。